# Viaceslav Hlazkov
Viaceslav Hlazkov (n. 15 octombrie 1984, Voroșilovgrad, RSS Ucraineană, URSS) este un boxer ce a reprezentat Ucraina, medaliat olimpic. A participat la o ediție a Jocurilor Olimpice (2008) în care a câștigat o medalie de bronz.

## Participări
Lista de mai jos prezintă principalele competiții la care a participat Viaceslav Hlazkov de-a lungul carierei.
- boxing at the 2008 Summer Olympics – super heavyweight[*]